# Rete tranviaria di Cracovia

Futuro sviluppo della rete tranviaria di Cracovia

La rete tranviaria di Cracovia è la rete tranviaria che serve la città polacca di Cracovia. Composta da ventotto linee, è gestita da MPK Kraków. Ci sono 22 linee di tram ordinarie, 2 veloci e 3 notturne, per una lunghezza totale di 347 chilometri. Nel 2013, la lunghezza totale del percorso della rete tranviaria era di 90 chilometri, compreso un tunnel tranviario di 1,4 km con due fermate sotterranee.